# Mikio Manaka
Mikio Manaka (født 22. maj 1969) er en tidligere japansk fodboldspiller.
Han har spillet for flere forskellige klubber i sin karriere, herunder JEF United Ichihara og Yokohama FC.